# Psilocerea praecoca
Psilocerea praecoca är en fjärilsart som beskrevs av Claude Herbulot 1981. Psilocerea praecoca ingår i släktet Psilocerea och familjen mätare. Inga underarter finns listade.